# Migration
Migration (Nederlands: Vogelvlucht) is een Amerikaanse computeranimatiefilm uit 2023, geregisseerd door Mike White. Hij werd uitgebracht door Illumination Entertainment en geproduceerd door Universal Pictures.

## Verhaal
De eenden-familie genaamd Mallard woont in een vijver in New England. Terwijl vader Mack daar heel gelukkig en tevreden is, wil moeder Pam iets nieuws beleven en de wijde wereld verkennen met haar zoon Dax en het eendje Gwen. Wanneer een reizende eendenfamilie bij hun vijver landt en spannende verhalen vertelt over verre oorden, overtuigt Pam Mack ervan om op familiereis te gaan via New York naar het warme Jamaica. Maar als de Mallards naar het zuiden trekken om daar de winter door te brengen, lopen hun plannen al snel op niets uit.

## Stemverdeling
| Personage    | Originele stem     | Nederlandse stem  | Vlaamse stem       |
| ------------ | ------------------ | ----------------- | ------------------ |
| Mack Mallard | Kumail Nanjiani    | Rayen Panday      | Jelle De Beule     |
| Pam Mallard  | Elizabeth Banks    | Kim van Kooten    | Siska Schoeters    |
| Dax Mallard  | Caspar Jennings    | Thomas Koekkoek   | Flynn De Beule     |
| Gwen Mallard | Tresi Gazal        | Posy Bakkum       | Minnie De Soete    |
| Dan Mallard  | Danny DeVito       | Frank Lammers     | Jan De Smet        |
| Chump        | Awkwafina          | Linda Wagenmakers | Isabelle Van Hecke |
| Delroy       | Keegan-Michael Key | Jandino Asporaat  | Joris Hessels      |
| Erin         | Carol Kane         | Karin Bloemen     | Tine Embrechts     |
| Goo Goo      | David Mitchell     | Floris Göbel      | Ward Lemmelijn     |

## Release en ontvangst
Migration op 19 oktober 2023 ging in première op de VIEW Conference in Turijn. De film kreeg gemengde kritieken van de filmcritici, met een rating van 6.3 met 73% positieve beoordelingen op Rotten Tomatoes, gebaseerd op 103 beoordelingen.